# Écija
Écija település Spanyolországban, Sevilla tartományban. Écija La Carlota, Santaella, Estepa, Herrera, Marinaleda, El Rubio, Osuna, La Lantejuela, Marchena, Fuentes de Andalucía, La Luisiana, Cañada Rosal, Palma del Río, Fuente Palmera, Hornachuelos és Guadalcázar községekkel határos. Lakosainak száma 39 500 fő (2024).

## Népesség
A település népessége az elmúlt években az alábbi módon változott:
| Lakosok száma | 37 777 | 38 472 | 39 510 | 40 400 | 40 683 | 40 634 | 40 087 | 39 873 | 39 743 | 39 500 |
|               | 2001   | 2004   | 2007   | 2009   | 2012   | 2014   | 2017   | 2019   | 2022   | 2024   |